# ロブ・テリー
ロブ・テリー（Robert Terry , 1980年4月30日 - ）は、ウェールズのボディビルダーであり、プロレスラー。スウォンジー出身。

## 来歴
ボディビルダーとして活動する傍らセキュリティ（用心棒）としてスウォンジーのナイトクラブで働いているところ、ウェールズのプロレス団体ウェルシュ・レスリング（Welsh Wrestling）のプロモーターであるアラン・レイブンヒルからスカウトされ、プロレスラーになるためトレーニングを開始。
2007年、WWEとディベロップメント契約を交わし、傘下団体のFCWにてビッグ・ロブ（Big Rob）のリングネームでデビュー。ニック・ネメスのボディーガードというギミックでネメスとタッグを組んで試合をすることが多く、2007年12月から2008年1月にはWWEのロードに参加し、ネメスと共にダークマッチに出場した。しかし、FCWでの出場機会は次第と減っていき8月にリリースとなった。
リリース後は再びボディビルダーとして活動するが、2009年4月よりTNAと契約を交わし30日に放送されたTNA iMPACT!にて同じイギリス出身であるダグ・ウィリアムスとブルータス・マグナスが組んだユニット、ブリティッシュ・インヴェイジョンのメンバーとして登場。試合のみに限らず、ウィリアムスとマグナスをサポートする役割をしても活躍し、7月22日の放送ではIWGPタッグ王座を保持するチーム3Dに挑戦した際に勝利に貢献。
2010年1月27日、ウェールズのカーディフで行われたハウスショーでTNAグローバル王座（現TNA TV王座）のチャンピオンであるエリック・ヤングに挑戦し勝利、ベルトを奪取してみせた。ブリティッシュ・インヴェイジョンではマグナスとウィリアムスから理不尽な指示を受けていたこともあり、2月18日の放送においてユニットから離脱しシングルで活動することになった。長期間TNAグローバル王座を保持していたが7月22日の放送においてAJスタイルズとの王座戦に敗れ、タイトル防衛に失敗。同時に王座の名称も現在使われているTNA TV王座と変更になり、スタイルズから再戦を要求された。これに承諾し、8月5日の放送でスタイルズと再戦したものの、最後にはレフェリーが見ていないところでローブローを喰らってしまい敗戦。返り討ちにされてしまう結果になった。
12月より大型ユニットであるインモータルにメンバー入りするが層の厚さより試合への出場機会が減少。2011年に入りスコット・スタイナーと短期抗争。5月5日、敗者はインモータルから追放されるルーザーズ・リーブズ・インモータルマッチにおいてマーフィーから勝利するも、インモータルのメンバーから袋叩きに遭い追放されてしまった。8月25日の放送においてロビー・Eにそそのかれてヒールターンを決意。ロビー・Eと行動するようになり、11月にはリングネームをロビー・T（Robbie T）としてロビー・Eとタッグ戦線に乗り込むが、TNAがOVWと業務提携したことにより、12月よりOVWへ降格することとなった。
2013年11月16日、日本の団体でWRESTLE-1に参戦するため来日を果たす。WRESTLE-1 TOUR 2013開幕戦にてジェイ・ブラッドリーとタッグを組んでジュニアヘビー級のカズ・ハヤシ & 近藤修司を相手に圧倒的な力の差を見せつけ、最後はテリーのアバランシュホールドで近藤をマットに叩きつけ、わずか4分で完勝した。同月24日には同じくジュニアヘビー級のジュニア・スターズ（金本浩二 & 田中稔）を相手に5分で勝利。29日にはジェイ・ブラッドリーとシングルマッチで激突して勝利した。
WRESTLE-1には定期的に参戦するようになり、2014年1月にはSunrise Tour 2014に出場。主にアンディ・ウー & パンニャンと組んで東京愚連隊 & 高山善廣と対戦していずれも勝利した。2月のWest Side Storyでは21日に武藤敬司とタッグを組んでデスペラード（KAZMA SAKAMOTO & レネ・デュプリ）と対戦して勝利した。

## 得意技
フリーク・バスター
フィニッシャー。スパイン・バスター
チョークスラム
スープレックス
スーパープレックス
フルネルソン・バスター
ランニング・パワースラム
ジャンピング・スピン・キック
クローズライン

## 獲得タイトル
TNA
- TNAグローバル王座 : 1回

OVW
- OVWヘビー級王座 : 1回